# Orfanato de color Howard

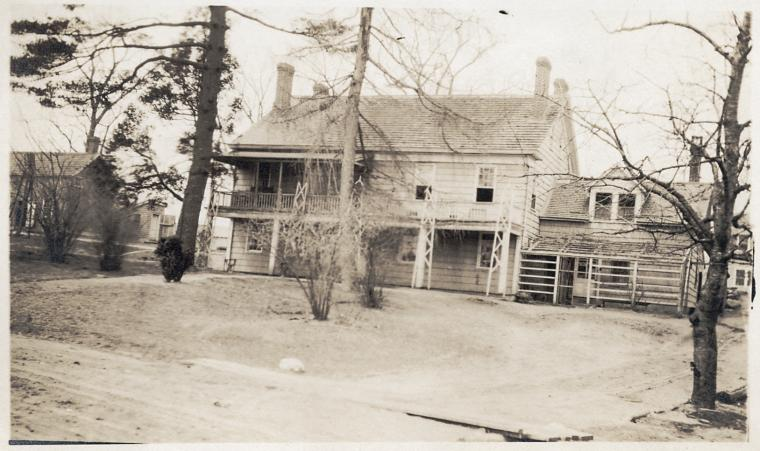
Fotografía de Howard Orphanage and Industrial School ca. 1915

El Orfanato de Color Howard (En inglés literalmente "Howard Asylum for Colored Orphans")  fue uno de los pocos orfanatos dirigido por y para afroamericanos . Estaba ubicado en Avenida Troy y Calle Dean en Weeksville, Nueva York un asentamiento históricamente negro en lo que ahora es Crown Heights, Brooklyn, Nueva York .
El Orfanato compró una granja en Commack, Long Island, Nueva York en 1909 y pasó a llamarse "Howard Orphanage and Industrial School" en ese momento, sin embargo, después de un invierno particularmente frío en 1918 después de un incidente que involucró tuberías de agua rotas, lo que provocó que dos estudiantes contrajeran congelación y les amputaran los pies y en combinación con la dificultad general para recaudar fondos después del estallido de la Primera Guerra Mundial, el orfanato cerró, y los fondos restantes se utilizaron para asegurar la educación y la vivienda de los huérfanos en otros lugares.

## Historia
El Hogar para niños liberados y otros fue fundado en 1866 por el ministro presbiteriano negro Henry M. Wilson, la viuda negra Sarah A. Tillman y el general blanco Oliver Otis Howard . Originalmente fue utilizado por mujeres liberadas nuevas en el norte de los Estados Unidos como un lugar para sus hijos mientras buscaban trabajo. Sus hijos fueron utilizados como sirvientes contratados por familias blancas y negras a cambio de un pequeño pago que se le entregaba al niño. Si bien contó con algún apoyo financiero de patrocinadores blancos, a saber, Gen. Howard, por quien lleva el nombre, el orfanato estaba atendido y administrado principalmente por afroamericanos debido a la membresía de Wilson en la Sociedad de Civilización Africana, que apoyaba a organizaciones de negros y escuelas negras segregadas. En 1868, las finanzas de la institución estaban en desorden debido a la mala gestión de Wilson.
En 1888, pasó a llamarse Asilo de Huérfanos de Color Howard y se mudó a Brooklyn con el Rev. William Francis Johnson (c.1820-1903), un predicador ciego que participó activamente en la lucha por la igualdad de derechos, como superintendente. Bajo el liderazgo de Johnson, la institución con frecuencia obtuvo donaciones de iglesias negras, oradores negros y más cobertura en las noticias, creando vínculos estrechos con la comunidad negra. En la década de 1890, la institución se alejó del sistema de contratación para capacitar a los estudiantes en educación industrial para prepararlos para el mundo práctico del trabajo, los negocios y la agricultura, pero que limitaría los estudios formales. Esto llevó al Instituto Hampton a recomendar que las cuatro quintas partes de los estudiantes deberían participar en capacitación institucional y se recurrió a Booker T. Washington para asegurar la financiación de los principales filántropos. Primero se construyó un anexo, y en 1899, Rufus L. Perry organizó una campaña para construir una escuela en un lote adyacente con fondos obtenidos del estado. En 1902, se descubrió que Johnson administró muy mal los fondos del orfanato, lo que provocó una investigación por parte del Contralor de Nueva York y un gran jurado. Johnson dejó la institución luego de la investigación en 1902, y la junta directiva se reorganizó para incluir más hombres blancos, en lugar de afroamericanos y mujeres. La reorganización demográfica se hizo a sugerencia del Contralor de Nueva York para obtener más donantes blancos. Rdo. Powhattan E. Bagnall fue elegido como superintendente por la junta en reemplazo de Johnson.

### Ota Benga
En septiembre de 1906, el pigmeo congoleño Ota Benga (de unos 23 años) fue exhibido en la Casa de los Monos del Zoológico del Bronx . Rápidamente se produjo una controversia y muchos líderes afroamericanos prominentes, incluido el superintendente James H. Gordon, se opusieron a la exhibición. Para el 29 de septiembre, Benga fue trasladado al asilo de huérfanos de color Howard, donde se le dio una habitación para él solo y se le trató como a un visitante.

## Escuela industrial y orfanato de Howard
En 1908, la institución pasó a llamarse Howard Orphanage and Industrial School, y un cuáquero blanco, L. Hollingsworth Wood, fue nombrado presidente. En 1910, la Junta Estatal de Caridades consideró que la ubicación de Brooklyn era insegura como resultado de una investigación que acusaba a la institución de condiciones antihigiénicas. Anunciado como el " Tuskegee del Norte", el orfanato trasladó a 250 niños de la ubicación de Brooklyn a un 572 acres (231,5 ha) granja en Kings Park, Long Island para enseñar habilidades prácticas en 1911. La propiedad originalmente constaba de dos grandes granjas y luego se convirtió en un experimento educativo similar para que los judíos se alejaran de las ocupaciones de sastrería y talleres clandestinos en el Lower East Side a la agricultura, pero el proyecto fracasó más tarde. Tras su fundación, Howard Orphanage and Industrial School planeó utilizar las cuatro cabañas existentes para albergar a los 200 niños con planes de construir más cabañas para albergar a más de 1,000 alumnos una vez que se pudieran asegurar los fondos. En 1913, Washington visitó la escuela escribiendo favorablemente sobre la experiencia.

## Cierre y legado
A mediados de la década de 1910, la institución nuevamente necesitaba urgentemente más fondos para albergar a un mayor número de huérfanos debido a la afluencia de personas que se mudaron al norte para trabajar durante la Primera Guerra Mundial . En 1917, se formó un comité que incluía a George Foster Peabody, Oswald Garrison Villard y W.E.B. DuBois para hacer campaña por $100,000. Sin embargo, a finales de año, la campaña terminó, sin poder asegurar los fondos en medio de la guerra. La falta de fondos y la escasez de guerra contribuyeron al bajo suministro de carbón de la institución y la incapacidad de reparar tuberías rotas debido a las bajas temperaturas. Después de un incidente en el que las tuberías se congelaron y estallaron en enero de 1918, dos estudiantes se congelaron y tuvieron que recibir amputaciones de los pies después de calentarlos en las estufas de la cocina. Tras el incidente, el Comisionado de Caridades, Victor F. Ridder, cerró la institución. Ridder acusó a la institución, pero un gran jurado del condado de Suffolk se negó a declarar culpable de negligencia al asilo. La granja pasó a ser propiedad de WP Anderson, Comisionado de Agricultura de Rusia, quien la transformó en una escuela agrícola para niños rusos.
Tras su cierre, los administradores comenzaron a utilizar los fondos para la matrícula de los estudiantes negros en Brooklyn. En 1956, pasó a llamarse Howard Memorial Fund.